# Pseudotryssaturus anchistus
Pseudotryssaturus anchistus är en kvalsterart som beskrevs av Cook 1983. Pseudotryssaturus anchistus ingår i släktet Pseudotryssaturus och familjen Aturidae. Inga underarter finns listade i Catalogue of Life.